# Танеевка (Мордовия)
 Танеевка  — деревня в Мордовии в составе России. 
Входит в городской округ Саранск.  Административно относится к Горяйновскому сельсовету, подчинённому администрации Октябрьского района Саранска.

## География
Находится на расстоянии примерно 12 километров по прямой к юго-востоку от города Саранск.

## История
Известно с 1869 года как деревня владельческая из 93 дворов, название связано с фамилией владельцев. Дата основания относится ко второй половине XVII века. Известно о постройке Успенской деревянной церкви в 1881 году.

## Население
| 2002 | 2010 |
| ---- | ---- |
| 89   | ↘65  |

Постоянное население составляло 89 человек (русские 83 %) в 2002 году, 65 в 2010 году.